# Росен Миланов
Росен Иванов Мила̀нов е български диригент.

## Биография
Роден е на 13 януари 1965 г. в София. В детския радиохор свири на цигулка и пиано и пее. Завършва Държавното музикално училище в София, където учи при Георги Желязов. След това завършва Теоретичния и Инструменталния факултет на Държавната музикална академия в София и учи дирижиране при Васил Казанджиев. Завършва и Джулиард Скул в Ню Йорк и Къртис Инститют във Филаделфия. След завръщането си в България, от 1997 г. е директор на Нов симфоничен оркестър в София. Директор е на Младежкия симфоничен оркестър в Чикаго. Работи като преподавател в Джулиард Скул, където ръководи оркестърът „Пре-Колидж“. Диригент е на симфоничния оркестър в Питсбърг и на симфоничния оркестър в Бостън.